# Isochariesthes ciferrii
Isochariesthes ciferrii es una especie de escarabajo longicornio del género Isochariesthes, tribu Tragocephalini, subfamilia Lamiinae. Fue descrita científicamente por Breuning en 1940.
Se distribuye por Somalia. Mide aproximadamente 9,5 milímetros de longitud. El período de vuelo ocurre en el mes de marzo.